# Zofia Szymanowska-Lenartowicz
Zofia Szymanowska-Lenartowicz (ur. 21 grudnia 1825 w Otwocku, zm. 8 lipca 1870 w Miłosławiu) – polska artystka, malarka i poetka.

## Życiorys
Pochodziła z rodziny żydowskich uszlacheconych frankistów. Była córką Józefa Szymanowskiego i jego drugiej żony, Elżbiety z Młodzianowskich. Była żoną poety i rzeźbiarza Teofila Lenartowicza. Pobrali się w Rzymie, w 1858; mieli syna Jana, który zmarł w dzieciństwie. Zmarła na zapalenie płuc spowodowane gruźlicą. Została pochowana w Miłosławiu.
Kształciła się w Dreźnie oraz w Paryżu, w pracowni Ary’ego Scheffera. Autorka Pamiętników, w których opisała m.in. wspólne życie Adama Mickiewicza i jego żony Celiny, swojej przyrodniej siostry. Namalowała m.in. portret Adama Mickiewicza.